# René Santos
René Santos (født 21. april 1992) er en brasiliansk fodboldspiller.